# Fëmija i parë
Fëmija i parë (svenska: det första barnet), är en av de mest berömda låtarna av den albanska sångerskan Vaçe Zela. Med låten tävlade Zela i musiktävlingen Festivali i Këngës första upplaga och lyckades även vinna denna. Låten handlar om en lycklig mor som är glad över att ha blivit välsignad med ett barn i hennes liv. Låten komponerades av Abdulla Grimci och texten skrevs av Dionis Bubani.
Genom åren har flera covers på låten gjorts. I december 2011, vid Festivali i Këngës 50:s galakväll, framförde den populära sångerskan Anjeza Shahini sin version av låten.